# Europese weg 692
De Europese Weg 692 of E692 is een weg in het Europese E-routenetwerk die loopt van Samtredia in Georgië naar Grigoleti in datzelfde land. De route heeft een lengte van 56 kilometer en komt geheel overeen met de Georgische hoofdweg S12.

## Algemeen
De Europese route E 692 is een Europese B-klasse weg in Georgië, die de E60 en E70 verbindt en daarmee de stad Poti aan de Zwarte Zee omzeilt. Het verkort de doorgaande route tussen hoofdstad Tbilisi naar de belangrijke Zwarte Zeestad Batoemi en Turkije. De E692 staat officieel op de UNECE-lijst vastgelegd tussen de steden Samtredia en Batoemi, maar ligt feitelijk tussen Samtredia en Grigoleti aan de Zwarte zee, de gehele Georgische S12. Deze weg maakt deel uit van het East-West Highway-project in Georgië, een belangrijke investering in de internationale wegverbindingen van Georgië. In het kader van dat project wordt de gehele E692 opgewaardeerd naar autosnelweg. De belangrijkste plaatsen die deze korte E-route aandoet zijn Lantsjchoeti en Soepsa.